# Јасуо Такамори
Јасуо Такамори (јап. 高森 泰男; 3. март 1934 — ?) био је јапански фудбалер.

## Каријера
Током каријере је играо за Ниппон Кокан.

## Репрезентација
За репрезентацију Јапана дебитовао је 1955. године. Учествовао је и на олимпијским играма 1956. За тај тим је одиграо 30 утакмица.

## Статистика
| Јапан  | Јапан   | Јапан  |
| Година | Наступи | Голови |
| ------ | ------- | ------ |
| 1955.  | 5       | 0      |
| 1956.  | 3       | 0      |
| 1957.  | 0       | 0      |
| 1958.  | 4       | 0      |
| 1959.  | 10      | 0      |
| 1960.  | 1       | 0      |
| 1961.  | 2       | 0      |
| 1962.  | 3       | 0      |
| 1963.  | 2       | 0      |
| Укупно | 30      | 0      |